# Protestos em Essuatíni em 2021
Os protestos em Eswatini em 2021 são uma série de protestos contínuos em Eswatini contra a monarquia e pela democratização que iniciaram no final de junho de 2021. Começando como um protesto pacífico em 20 de junho, agravar-se-iam após 25 de junho para a violência e saques no fim de semana quando o governo assumiu uma postura linha-dura contra as manifestações e proibiu a entrega de petições.

## Antecedentes e causa

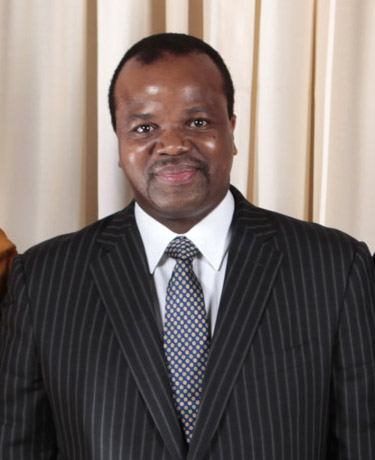
Mswati III em 2009.

Eswatini é um dos poucos países (e o único na África) que é uma monarquia absoluta, com Mswati III sendo rei desde 1986. Os partidos políticos foram proibidos desde 1973, sob o rei anterior Sobhuza II, devido a um "estado de emergência" que permanece até a atualidade e são fortemente perseguidos sob as leis "antiterrorismo". O primeiro-ministro é nomeado pelo monarca. Embora os protestos sejam raros, houve manifestações em 2018 e 2019 sobre o estilo de vida luxuoso de Mswati III e o alegado uso indevido de fundos públicos. Uma série de discussões patrocinadas pela ONU em 2020 mostrou apoio a uma monarquia constitucional democrática no país. De acordo com o Afrobarometer, a confiança nas instituições governamentais, incluindo a monarquia, diminuiu significativamente nos últimos anos e os cidadãos procuram alternativas ao governo autoritário, embora apenas 49% apoiem uma administração democrática sobre outras formas de governo.
A causa imediata do protesto foi quando três parlamentares pró-democracia defenderam a introdução de um sistema mais democrático. Além disso, a morte de um estudante universitário em circunstâncias misteriosas em maio gerou suspeitas de que a polícia o havia matado e protestos subsequentes na época, que foram apoiados por legisladores da oposição, levaram a um estado de tensão preexistente.

## Eventos
Os primeiros protestos ocorreram em 20 de junho, quando jovens rurais da região de Manzini percorreram uma aldeia gritando slogans políticos e pedindo o direito a um primeiro-ministro escolhido democraticamente. Eles bloquearam estradas e incendiaram pneus. A polícia reagiu a essas manifestações lançando granadas de atordoamento e disparando munições reais, levando os manifestantes a retaliar atirando pedras. 
Os protestos se espalharam e se transformaram em violência em 25 de junho no município de Msunduza, perto de Mbabane, quando os manifestantes "entraram em confronto" com a polícia e as lojas foram saqueadas e incendiadas. Enquanto milhares de pessoas entregavam petições às autoridades tinkhundla, que são democraticamente nomeadas em um sistema "descentralizado", o governo as impediu de serem entregues, aumentando a contenda do sindicato nacional dos professores e levando a mais distúrbios.
Na noite de 28-29 de junho, foi especulado que Mswati III havia fugido de Eswatini em meio a uma desordem crescente. O governo negou essas informações. No entanto, foi relatado que seu avião particular foi avistado saindo do país. O Partido Comunista de eSwatini alegou que ele havia fugido para a África do Sul, enquanto a Rede de Solidariedade da Suazilândia afirmou que ele estava em Moçambique e instruiu as forças de segurança a "suprimir brutalmente" os protestos.  Em 29 de junho de 2021, as manifestações continuaram com a polícia tentando repelir os manifestantes com tiros e gás lacrimogêneo com a tropa de choque e o exército presentes nas ruas. A polícia também estabeleceu bloqueios em toda a capital e o governo fechou escolas e estações de ônibus. Um toque de recolher foi posto em prática entre 18:00 e 5:00 pelo governo para tentar acabar com a violência e as empresas e escolas foram fechadas.   Apesar disso, os protestos e saques continuaram no dia 30, e a polícia e o exército usaram força letal contra os manifestantes, com o acesso à internet se tornando limitado.
O exército foi oficialmente convocado em 1 de julho para "proteger a infraestrutura nacional essencial e fazer cumprir os regulamentos da COVID-19", de acordo com o primeiro-ministro em exercício, Themba Masuku, que também afirmou que isso não significava que a lei marcial estava em vigor.
No final de setembro, estudantes do ensino médio e universitários ainda protestavam lançando uma série de greves.
Em 1 de outubro, milhares de manifestantes marcharam até a embaixada dos Estados Unidos em Mbabane para entregar uma petição. As forças de segurança dispersaram a multidão com balas de borracha, gás lacrimogêneo e munição real. Um manifestante teria sido baleado na cabeça pela polícia fora do parlamento.
Em 22 de outubro, a polícia reprimiu violentamente um protesto de funcionários públicos, ferindo 30 enfermeiras. Em resposta, a União Democrática de Enfermeiras da Suazilândia emitiu um comunicado de que as enfermeiras não estariam mais tratando de oficiais da polícia.

### Efeitos na África do Sul
Na cidade fronteiriça de Oshoek, centenas de caminhões ficaram retidos devido a alegações de que manifestantes almejavam importações e a perda de internet que impedia o processamento de entrada. A Força Nacional de Defesa da África do Sul foi solicitada a colocar os caminhões sob sua proteção para evitar mais violência e perdas. Em 1 de julho, os Combatentes da Liberdade Econômica forçaram o fechamento do posto de controle em Mananga em apoio aos protestos.